# Gaurax infuscata
Gaurax infuscata är en tvåvingeart som beskrevs av Becker 1916. Gaurax infuscata ingår i släktet Gaurax och familjen fritflugor. Inga underarter finns listade i Catalogue of Life.